# 十月镇 (伏尔加格勒州)
十月镇（羅馬化：Oktyabrʹskiy）是俄罗斯伏尔加格勒州的市级镇、十月镇区行政中心，位于叶绍洛夫斯基阿克赛河（Аксай Есауловский，流入顿河上齐姆良斯克水库）畔，在州府伏尔加格勒西南方。
该地2021年人口有5,437人；2010年人口6,157人；2002年人口6,117人